# Novo Virje
Novo Virje je vesnice a správní středisko stejnojmenné opčiny v Chorvatsku v Koprivnicko-križevecké župě. Nachází se blízko maďarských, asi 29 km jihovýchodně od Koprivnice. V roce 2011 zde žilo 1 216 obyvatel. Opčina se skládá pouze z jednoho sídla, a to z Nového Virje samotného.
Vesnicí prochází silnice Ž2185, blízko též protéká řeka Dráva. 